# りゅうこつ座ウプシロン星
りゅうこつ座υ星は、りゅうこつ座の恒星で3等星。

## 特徴
この星は2重星であり、2星の離角は4.9秒。2星は連星とされ、少なくとも1900天文単位、周期2万年以上となる。Aの位置からBは金星の10倍の明るさに見え、Bの位置からAは半月の明るさに見える。
両方の星は最終的に、超新星になるのか白色矮星になるのか、わかっていない。
| 指標         | 構成要素             | 構成要素             |
| 指標         | A(HR 3890, HD 85123) | B(HR 3891, HD 85124) |
| ------------ | -------------------- | -------------------- |
| スペクトル型 | A6Ib                 | B7III                |
| 視等級       | 2.96                 | 6.03                 |
| 絶対等級     |                      |                      |
| 質量 (M☉)    | 7.5から8.5           | 9                    |
| 半径 (R☉)    | 50                   | 5                    |
| 光度 (L☉)    | 7,700                | 6,100                |
| 表面温度 (K) |                      |                      |